# رز آی‌لینگ-الیس
رز آی‌لینگ-الیس (انگلیسی: Rose Ayling-Ellis؛ زادهٔ ۱۷ نوامبر ۱۹۹۴) بازیگر اهل بریتانیا است. وی از سال ۲۰۱۱ میلادی تاکنون مشغول فعالیت بوده است.